# تينسيل كوري
تينسيل كوري هي ممثلة كندية، ولدت في 25 مارس 1980 بتورونتو في كندا.

## أعمال

### أفلام
- (2009)  قمر جديد[2][3]
- (2010)  خسوف[4][5]
- (2011)  بزوغ الفجر - الجزء 1[6]
- (2012)  بزوغ الفجر - الجزء 2[7]

## وصلات خارجية
- تينسيل كوري على موقع IMDb (الإنجليزية)
- تينسيل كوري على موقع ألو سيني (الفرنسية)
- تينسيل كوري على موقع أول موفي (الإنجليزية)
- تينسيل كوري على موقع قاعدة بيانات الأفلام السويدية (السويدية)
- تينسيل كوري على موقع قاعدة بيانات الفيلم (الإنجليزية)
- تينسيل كوري على موقع كينوبويسك (الروسية)